# Richard Gere
Pour les articles homonymes, voir Gere.
Richard Gere /ˈɹɪt͡ʃ.ɝd ˈɡɪɚ/ est un acteur américain, né le 31 août 1949 à Philadelphie.
Révélé au cinéma à la fin des années 1970, il devient une vedette hollywoodienne de premier plan grâce aux succès des films American Gigolo (1980) et  Officier et gentleman (1982). Après un passage à vide, il est relancé par la comédie romantique Pretty Woman (1990). Il demeure ensuite l'un des acteurs les plus actifs du cinéma américain des années 1990-2000.

## Biographie
S'il est né dans une grande ville américaine, Philadelphie, Richard Gere est issu du monde rural : ses parents, Homer et Doris, sont des éleveurs laitiers, de même que son grand-père et ses oncles.
Deuxième d’une famille de cinq enfants (deux sœurs, deux frères), et avec un demi-frère, l'Allemand Henry Januszewski, le jeune Richard sort diplômé de la North Syracuse Central High School en 1967. Il étudie ensuite la philosophie et l’art dramatique à l’Université du Massachusetts à Amherst puis quitte l’établissement au bout de deux années pour se lancer dans la carrière d’acteur. Il joue des petits rôles de répertoire sur la Côte Est (Provincetown Playhouse à Cap Cod) comme sur la Côte Ouest (Repertory Theater de Seattle).
Gere s'installe ensuite dans le Vermont et tente une carrière musicale de trompettiste, instrument dans lequel il excelle. Le milieu de la musique le déçoit et Richard Gere part pour New York afin d'y reprendre une carrière sur les planches. Il traverse ensuite l'Atlantique pour Londres, où il décroche le rôle de Danny Zuko dans la comédie musicale Grease, en 1973, un rôle qu'il reprendra à Broadway. Son travail lui vaut de jouer durant une saison avec la Young Vic Company pour laquelle il interprète plusieurs pièces. De retour à New York, il joue dans Le Songe d'une nuit d'été au Lincoln Center de New York ainsi que dans La Mégère apprivoisée. Son jeu d'acteur lui sert de tremplin vers le grand écran. Dans le rôle mineur d’un proxénète, Richard Gere fait ses débuts en 1975 dans le mélodrame policier Report to the Commissioner. Il enchaîne en 1976 avec Baby Blue Marine (en), un drame sur la Seconde Guerre mondiale où il interprète un militaire ayant des tendances psychotiques. Cette interprétation lui vaut d’être remarqué par des réalisateurs de renom qui le font connaître du grand public grâce à À la recherche de Mr. Goodbar, Les Moissons du ciel et Yanks.
En décembre 1979, Gere revient sur scène et interprète à Broadway le rôle principal, celui de Max, dans la pièce Bent de Martin Sherman, évoquant la vie d’un homosexuel en Allemagne nazie. De cette période date son soutien pour les causes gay et lesbienne. Son rôle ambigu de gigolo professionnel dans le film American Gigolo propulse Richard Gere vers les sommets du cinéma ; il confirme son statut de jeune premier play-boy dans Officier et gentleman. Malgré les querelles interminables hors champ entre Gere et sa partenaire Debra Winger, le film est un immense succès (seconde recette américaine en 1982 derrière E.T.).
Commence alors l’ère des déceptions avec plusieurs films au destin commercial mitigé : À bout de souffle, made in USA, Cotton Club dans lequel il joue du cornet à pistons, Le Roi David, Sans pitié, Les coulisses du pouvoir et Rien à perdre.
Gere doit attendre 1990 pour donner un second souffle à sa carrière avec Affaires privées et l'énorme succès de Pretty Woman aux côtés de Julia Roberts. Très demandé, Gere joue tour à tour dans deux remakes : Sommersby et Intersection. Attentif à ne pas déplaire à son nouveau public, Richard Gere alterne durant les années 1990 les thrillers (Sang chaud pour meurtre de sang-froid, Peur primale, Le Chacal et Red Corner) avec les comédies romantiques (Just Married (ou presque) et Un automne à New York). En 1995, il est président du jury du 19e festival international du film de Moscou. Ce n’est qu’au début du XXIe siècle qu’il aborde de nouveaux rôles : mari trompé dans Infidèle, journaliste confronté au surnaturel dans La Prophétie des ombres, il revient à ses débuts dans la comédie musicale Chicago, aux côtés de Catherine Zeta-Jones et Renée Zellweger, et remporte un Golden Globe. Richard Gere a participé à plusieurs remakes américains de films français : outre À bout de souffle, made in USA, nouvelle version du À bout de souffle de Jean-Luc Godard, il a joué dans Intersection, transposition du film Les Choses de la vie de Claude Sautet, Sommersby qui reprend le scénario du film Le Retour de Martin Guerre de Daniel Vigne, et Infidèle, adaptation américaine de La Femme infidèle de Claude Chabrol. Il a également joué dans le remake américain d'un film japonais : Shall We Dance? par Peter Chelsom en 2004 ainsi que Hatchi (Hachikō: A Dog's Story en version originale) en 2010, remake du film japonais Hachiko Monogatari sorti à la fin des années 1980.
En 2011, il reçoit le Prix Marc Aurèle d'honneur lors du 6e Festival international du film de Rome. Et c'est Debra Winger qui le lui remet, car elle est membre du jury,.
En 2023, il retrouve Paul Schrader plus de quarante ans après American Gigolo, pour un drame intitulé Oh, Canada.

## La cause tibétaine

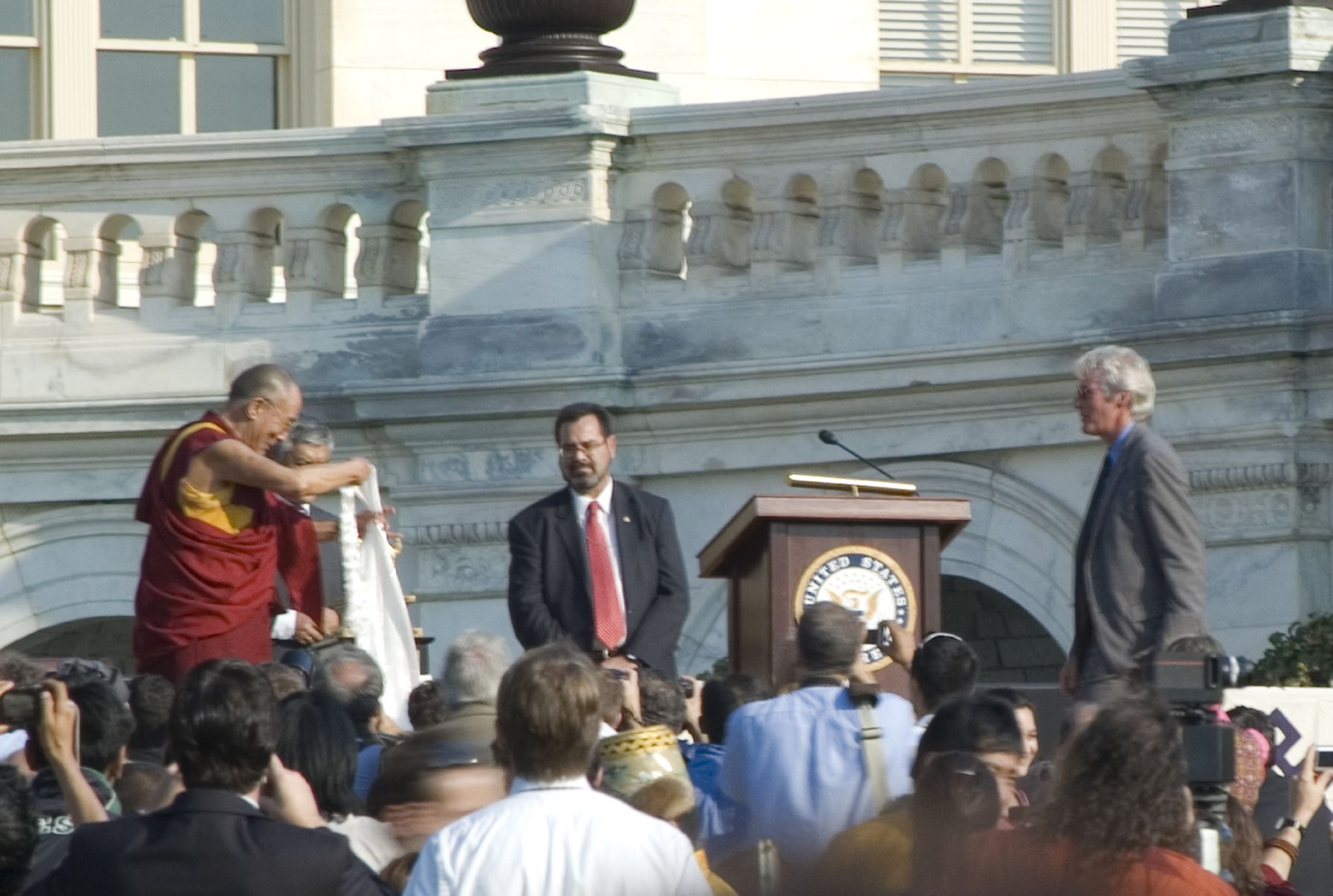
Richard Gere reçoit un khata des mains du 14e Dalai Lama, en 2007.

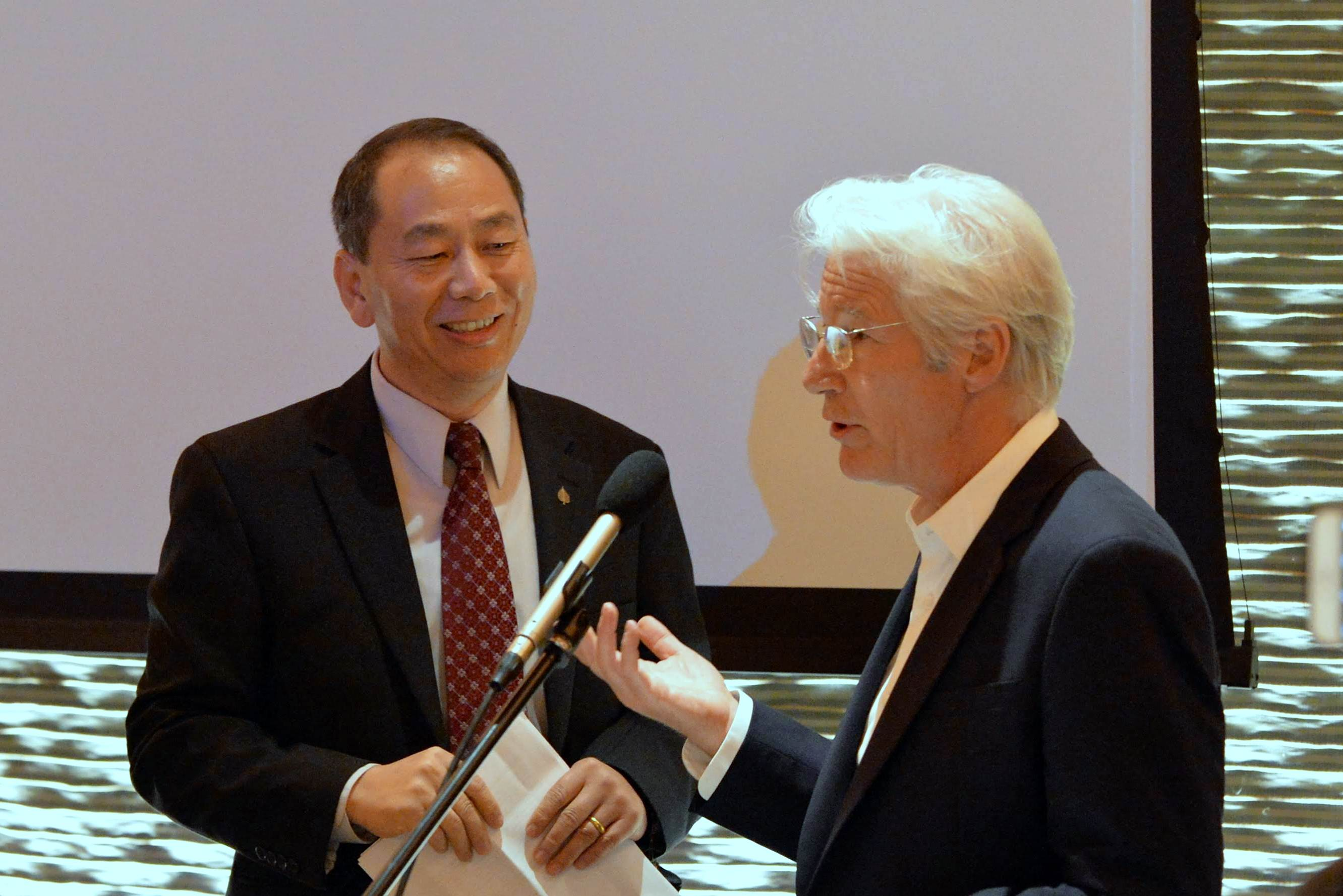
Lobsang Nyandak et Richard Gere lors du gala annuel de Tibet Fund le 19 octobre 2016 au restaurant Le Bernardin.

À la fin des années 1970, Gere voyage en Asie et prend conscience de la mainmise brutale de la Chine sur le Tibet. En 1982, il abandonne ses racines méthodistes et se convertit au bouddhisme tibétain. Ami du quatorzième dalaï-lama, Tenzin Gyatso, depuis 1983, Gere considère ce dernier comme un chef spirituel et un mentor autant qu’un professeur, un père et un frère. L’acteur se sert de sa notoriété croissante pour promouvoir son aide au peuple tibétain opprimé par le gouvernement chinois.
En 1987, l'acteur cofonde la Tibet House à New York, une organisation consacrée à la sauvegarde et la restauration de l’héritage culturel et spirituel tibétain. Il a aussi créé The Gere Foundation, une association d'aide au Tibet. Ce soutien à la cause tibétaine lui vaut quelques ennuis, puisqu'on lui interdit d’être le présentateur des Oscars en 1993 après qu’il a condamné le gouvernement chinois pour son traitement des Tibétains. Il reçoit le Prix Lumière de la vérité en 1996 pour son action.
Par ailleurs, Gere prépare depuis plusieurs années un projet sur la vie de Bouddha qui serait réalisé par Shekhar Kapur, avec Goldie Hawn.
Le 4 septembre 2007, Richard Gere a appelé au boycott des Jeux olympiques de Pékin 2008.
En juin 2008, sort une publicité pour la voiture Lancia Delta à bord de laquelle il se rend de Hollywood au Tibet avec comme slogan : « The power to be different ». Il a reversé le cachet à sa fondation pour le Tibet (The Gere Foundation).
Depuis 2010, il milite pour que la ville sainte du bouddhisme Bodh Gaya, en Inde, soit une zone végétarienne de par la loi. La même année, il prête sa voix au film documentaire La Traversée du Zanskar du réalisateur Frederick Marx.
Après la mort de Tenzin Delek Rinpoché en prison en Chine, Richard Gere rendit hommage à sa mémoire le 14 juillet 2015 à la commission des droits de l'homme du Congrès à Washington.

### Autres causes
Outre la cause tibétaine, Richard Gere s’est fait l’avocat de la lutte pour le respect des droits de l'homme des peuples autochtones en Amérique centrale lors de plusieurs séjours au Honduras, au Nicaragua et au Salvador et il est membre de l'ONG Survival International, pour la défense des droits des peuples autochtones.
Engagé de longue date pour la paix et la justice pour le peuple Palestinien, Richard Gere a fustigé la politique israélienne de colonisation qu’il qualifie d’« absurdité illégale ». En mai 2025, il compte parmi les signataires d'une pétition de personnalités du cinéma dénonçant le silence du monde de la culture face au génocide à Gaza.

## Vie privée
Richard Gere a vécu de nombreuses idylles avec des personnalités parmi lesquelles l’artiste Sylvia Martin, la designer Diane von Fürstenberg ou encore l’actrice Barbara Carrera.
En 1988, il rencontre le mannequin Cindy Crawford. Leur romance est rendue publique lors de la cérémonie des Oscars de 1990. L’année suivante, le 12 décembre 1991, le couple se marie à la Petite église de l’Ouest de Las Vegas.
Après qu’un tabloïd français (Voici) affirme que leur mariage était un leurre, Richard Gere et Cindy Crawford déboursent 30 000 dollars pour une publicité dans un journal britannique clamant leur hétérosexualité et leur engagement. Le couple finit par divorcer en décembre 1994.
En 1999, à l’âge de 50 ans, Richard Gere est élu « homme vivant le plus sexy » par le magazine People. Le 6 février 2000, il a un fils avec sa compagne, la comédienne et mannequin Carey Lowell : Homer James Jigme (Jigme signifie « sans peur » en tibétain). Gere épouse Lowell le 9 novembre 2002. Le 25 septembre 2013, le couple annonce son divorce. En 2014, il vit une courte liaison avec Padma Lakshmi, puis, à partir de 2015, il vit avec Alejandra Silva. Le couple se marie en avril 2018 et annonce la naissance de son futur enfant pour début 2019. En février 2019, Alexander vient au monde. En novembre 2019, ils annoncent qu'ils attendent leur deuxième enfant. Un garçon naît en avril 2020.

## Filmographie

### Cinéma

#### Années 1970
- 1975 : Rapport confidentiel (Report to the Commissioner) de Milton Katselas : Billy
- 1976 : Baby Blue Marine (en) de John D. Hancock : Raider
- 1977 : À la recherche de Mr. Goodbar (Looking For Mr. Goodbar) de Richard Brooks : Tony Lo Porto
- 1978 : Les Chaînes du sang (Bloodbrothers) de Robert Mulligan : Stony De Coco
- 1979 : Les Moissons du ciel (Days of Heaven) de Terrence Malick : Bill
- 1979 : Yanks de John Schlesinger : Matt Dyson

#### Années 1980
- 1980 : American Gigolo de Paul Schrader : Julian
- 1981 : Reporters de Raymond Depardon : Lui-même
- 1982 : Officier et Gentleman (Officer and Gentleman) de Taylor Hackford : Zack Mayo
- 1983 : Le Consul honoraire (The Honorary Consul) de John Mackenzie : Dr Eduardo Plarr
- 1983 : À bout de souffle, made in USA (Breathless) de Jim McBride : Jesse Lujack
- 1984 : Cotton Club (The Cotton Club) de Francis Ford Coppola : Dixie Dwyer
- 1985 : Le Roi David (King David) de Bruce Beresford : David
- 1986 : Sans pitié (No Mercy) de Richard Pearce : Eddie Jillette
- 1986 : Les Coulisses du pouvoir (Power) de Sidney Lumet : Pete St. John
- 1988 : Rien à perdre (Miles from Home) de Gary Sinise : Frank Roberts

#### Années 1990
- 1990 : Affaires privées (Internal Affairs) de Mike Figgis : Dennis Peck
- 1990 : Pretty Woman de Garry Marshall : Edward Lewis
- 1991 : Rhapsodie en août (Hachigatsu no kyoshikyoku) de Akira Kurosawa : Clark (crédité « Richado Gia »)
- 1992 : Sang chaud pour meurtre de sang-froid (Final Analysis) de Phil Joanou : Dr Isaac Barr
- 1993 : Les Soldats de l'espérance (And the Band Played On) de Roger Spottiswoode : Le chorégraphe
- 1993 : Sommersby de Jon Amiel : John Robert « Jack » Sommersby
- 1993 : Mr. Jones de Mike Figgis : Mr. Jones
- 1994 : Intersection de Mark Rydell : Vincent Eastman
- 1995 : Lancelot, le premier chevalier (First Knight) de Jerry Zucker : Lancelot
- 1996 : Peur primale (Primal Fear) (Terreur Extreme) de Gregory Hoblit : Martin Vail
- 1997 : Red Corner de Jon Avnet : Jack Moore
- 1997 : Le Chacal (The Jackal) de Michael Caton-Jones : Declan Mulqueen
- 1999 : Just Married (ou presque) (Runaway Bride) de Garry Marshall : Ike Graham

#### Années 2000
- 2000 : Un automne à New York (Autumn in New York) de Joan Chen : Will Keane
- 2000 : Docteur T et les Femmes (Dr T & the Women) de Robert Altman : Docteur T
- 2002 : La Prophétie des ombres (The Mothman Prophecies) de Mark Pellington : John Klein
- 2002 : Infidèle (Unfaithful) d’Adrian Lyne : Edward Sumner
- 2002 : Chicago de Rob Marshall : Billy Flynn
- 2004 : Shall We Dance? de Peter Chelsom : John Clark
- 2005 : Les Mots retrouvés (Bee Season) de Scott McGehee et David Siegel : Saul
- 2006 : Faussaire (The Hoax) de Lasse Hallström : Clifford Irving
- 2007 : The Flock de Andrew Lau : Eroll Babbage
- 2007 : I'm Not There de Todd Haynes : Billy the Kid / Bob Dylan
- 2007 : The Hunting Party de Richard Shepard : Simon Hunt
- 2008 : Nos nuits à Rodanthe (Nights in Rodanthe) de George C. Wolfe : Paul Flanner
- 2009 : Amelia de Mira Nair : George Putnam
- 2009 : Hatchi (Hatchikō: A Dog's Story) de Lasse Hallström : Parker Wilson

#### Années 2010
- 2010 : L'Élite de Brooklyn (Brooklyn's Finest) d'Antoine Fuqua : Eddie Dugan
- 2011 : Secret Identity (The Double) de Michael Brandt : Paul Shepherdson
- 2012 : Arbitrage de Nicholas Jarecki (en) : Robert Miller
- 2013 : My Movie Project (Movie 43) de Steven Brill : Boss
- 2015 : Time Out of Mind de Oren Moverman : George
- 2015 : Intrusion de Andrew Renzi : Franny
- 2015 : Indian Palace : Suite royale (The Second Best Exotic Marigold Hotel) de John Madden : Guy
- 2017 : Norman de Joseph Cedar : Norman Oppenheimer
- 2017 : The Dinner d'Oren Moverman : Stan
- 2017 : Les Trois Christs (Three Christs) de Jon Avnet : Docteur Stone

#### Années 2020
- 2023 : Maybe I Do de Michael Jacobs : Howard
- 2024 : Oh, Canada de Paul Schrader : Leonard Fife
- 2024 : Longing de Savi Gabizon : Daniel Bloch
- 2024 : Wisdom of Happiness de Barbara Miller, Philip Delaquis et Manuel Bauer : producteur

### Télévision
- 1973 : Chelsea D.H.O. de John Trent (téléfilm) : Milo
- 1975 : Strike Force de Barry Shear (téléfilm) : Walter Spenser
- 1976 : Kojak (série TV, saison 4, épisode 1) : Geno Papas
- 2019 : MotherFatherSon (série TV de la BBC, 8 épisodes) : Max Finch
- 2024 : The Agency (série TV) : Bosko

## Distinctions

### Récompenses
- 1978 : David di Donatello du meilleur acteur étranger pour Les Moissons du ciel
- 1997 : Freedom of Expression Award au National Board of Review Awards pour Red Corner
- 1999 : Élu homme le plus sexy du monde par le magazine People
- 2003 : Golden Globe du meilleur acteur dans un film musical ou une comédie pour Chicago
- 2003 : Critics' Choice Movie Award de la meilleure distribution pour Chicago
- 2003 : Screen Actors Guild Award de la meilleure distribution pour Chicago
- 2007 : Independent Spirit Awards : Prix Robert Altman
- 2010 : Prix Marc Aurèle d'honneur au Festival international du film de Rome

### Nominations
- 1982 : Golden Globe du meilleur acteur dans un film dramatique pour Officier et Gentleman
- 1991 : Golden Globe du meilleur acteur dans un film musical ou une comédie pour Pretty Woman
- 1993 : Primetime Emmy Award du meilleur acteur dans un second rôle dans une mini-série ou un téléfilm pour Les Soldats de l'espérance
- 2001 : Satellite Award du meilleur acteur pour Docteur T et les Femmes
- 2003 : Screen Actors Guild Award du meilleur acteur dans un premier rôle pour Chicago
- 2007 : Satellite Award du meilleur acteur pour Faussaire
- 2013 : Golden Globe du meilleur acteur dans un film dramatique pour Arbitrage

## Voix francophones
En France, Richard Darbois est la voix régulière de Richard Gere depuis Pretty Woman après l'avoir doublé dans Sans pitié en 1986. Joël Martineau l'a également doublé occasionnellement à trois reprises, ainsi que Lambert Wilson, Patrick Poivey et Robert Guilmard à deux reprises chacun.
Au Québec, Hubert Gagnon est la voix régulière de l'acteur. Jean-Luc Montminy l'a également doublé à quatre reprises.